# Ян Хован
Ян Хован (словац. Ján Chovan; 7 вересня 1983, Братислава, ЧССР) — словацький хокеїст, воротар.
Виступав за «Бельвіль Буллс» (ОХЛ), «Лондон Найтс» (ОХЛ), «Су-Сіті Маскетірс» (ХЛСШ), «Флінт Дженералс» (UHL), «Адірондак Фростбайт» (UHL), «Канзас-Сіті Аутлоз» (UHL), «Джексонвілл Барракудас» (SPHL), «Слован» (Братислава), «Ружинов-99» (Братислава), «Металург» (Жлобин), ДХК «Латгале», «Іртиш» (Павлодар), «Арлан» (Кокшетау), ХК «Спішска Нова Вес», «Беркут» (Київ), «Нове Замки».
У чемпіонатах Словаччини — 19 матчів, у плей-оф — 2 матчі. У чемпіонатах Білорусі — 28 матчів. У чемпіонатах Казахстану — 26 матчів.
У складі молодіжної збірної Словаччини учасник чемпіонату світу 2003.
Досягнення
- Чемпіон Словаччини (2007, 2008)
- Бронзовий призер чемпіонату України (2012).